# Charlotte Perkins Gilman

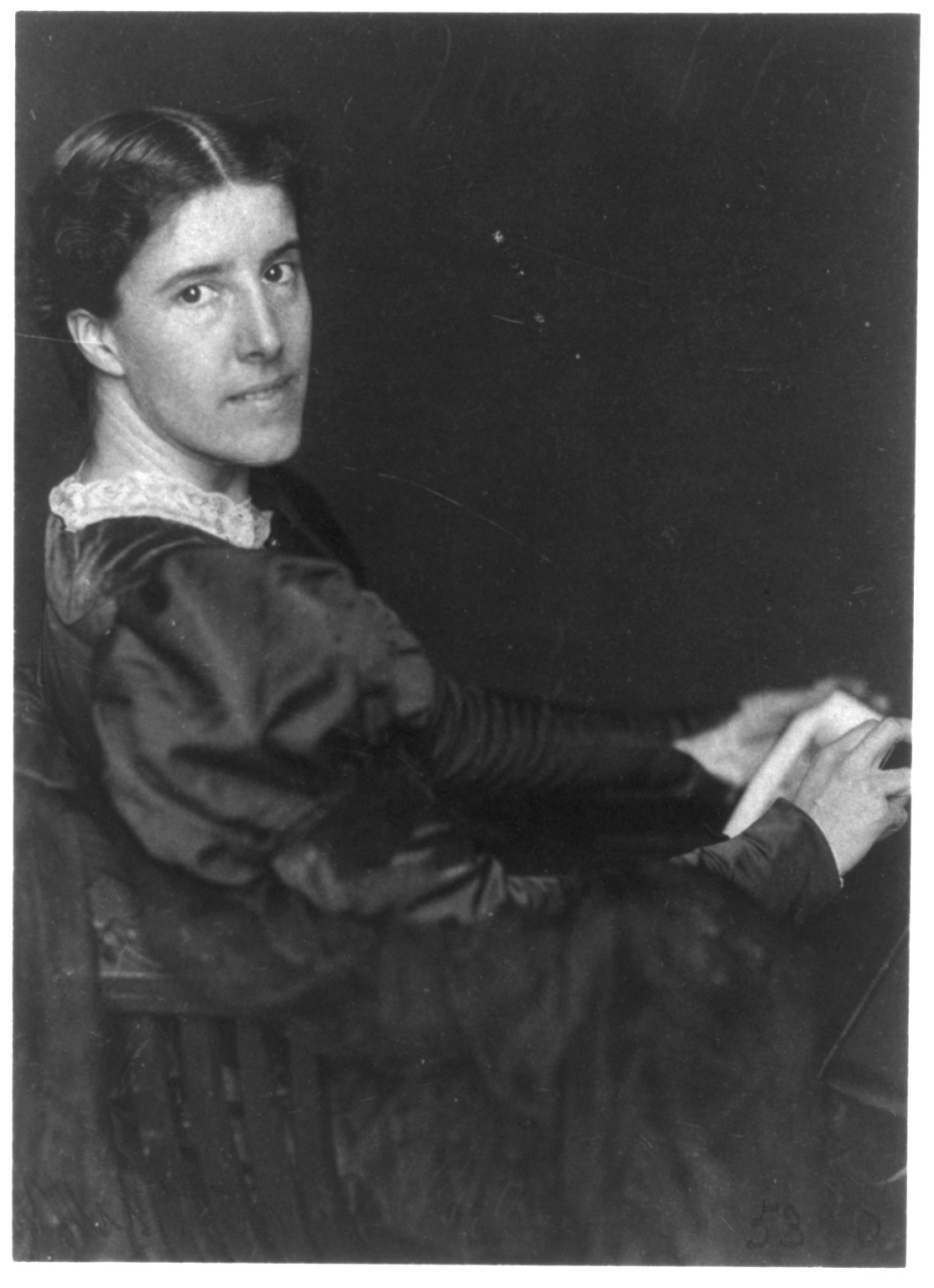
Charlotte Perkins Gilman fotografiert von Frances Benjamin Johnston, 1900

Charlotte Perkins Gilman (* 3. Juli 1860 in Hartford (Connecticut) als Charlotte Anna Perkins; † 17. August 1935 in Pasadena (Kalifornien)) war eine US-amerikanische Schriftstellerin und Frauenrechtlerin. Ihren literarischen Durchbruch hatte sie 1892 mit der autobiographisch geprägten Erzählung Die gelbe Tapete um eine vom Wahnsinn bedrohte junge Ehefrau, die auf diesem Wege der systematischen Abtötung ihrer Persönlichkeit zu entgehen sucht. Später fand Perkins Gilman vor allem mit feministischen Vortragsreihen und Studien viel Beachtung. Sie galt als mitreißende Rednerin.

## Leben und Werk
Die Tochter der Gelegenheitsarbeiterin Mary Perkins (früher Mary Fitch Westcott) und des Buchhändlers und Schriftstellers Frederic Beecher Perkins, einem Neffen der Schriftstellerin Harriet Beecher Stowe, wuchs in ärmlichen Verhältnissen auf. Vor allem jedoch mangelte es an elterlicher Liebe. Der Vater verließ die Familie früh. Sie lebte mit ihrer Mutter in Providence, der Hauptstadt von Rhode Island an der US-Ostküste. Nach häufigen Schulwechseln ging Perkins Gilman auf die dortige Kunstgewerbeschule (Rhode Island School of Design), die eben erst gegründet worden war. Immerhin wurde sie darin, auch finanziell, von ihrem Vater unterstützt. Sie machte jedoch keinen Abschluss.
1884 heiratete sie den Kunstmaler Charles Walter Stetson (1858–1911), verließ ihn allerdings vier Jahre später wieder – für ihre Zeit ein kühner Schritt. Nach der offiziellen Scheidung (1894) überließ sie Stetson und dessen neuer Gefährtin, der Schriftstellerin Grace Ellery Channing (eine Freundin von Perkins Gilman), die gemeinsame Tochter Katherine. In der Ehezeit hatte sie unter Depressionen gelitten, was sie zum Schreiben (zunächst der Gelben Tapete) brachte. Nun ging sie nach San Francisco, wo sie in der 21 Jahre älteren sozialistischen Schriftstellerin Helen Campell sowohl eine enge Freundin wie eine Lehrerin fand. Sie besuchte viele Frauenkongresse, was sie selbst nach Berlin und London führte; dort lernte sie unter anderem Beatrice Webb und George Bernard Shaw kennen. 1900 ging sie mit ihrem Cousin George Gilman, einem Rechtsanwalt in New York, ihre zweite Ehe ein, die bis zu dessen Tod (1934) währte.

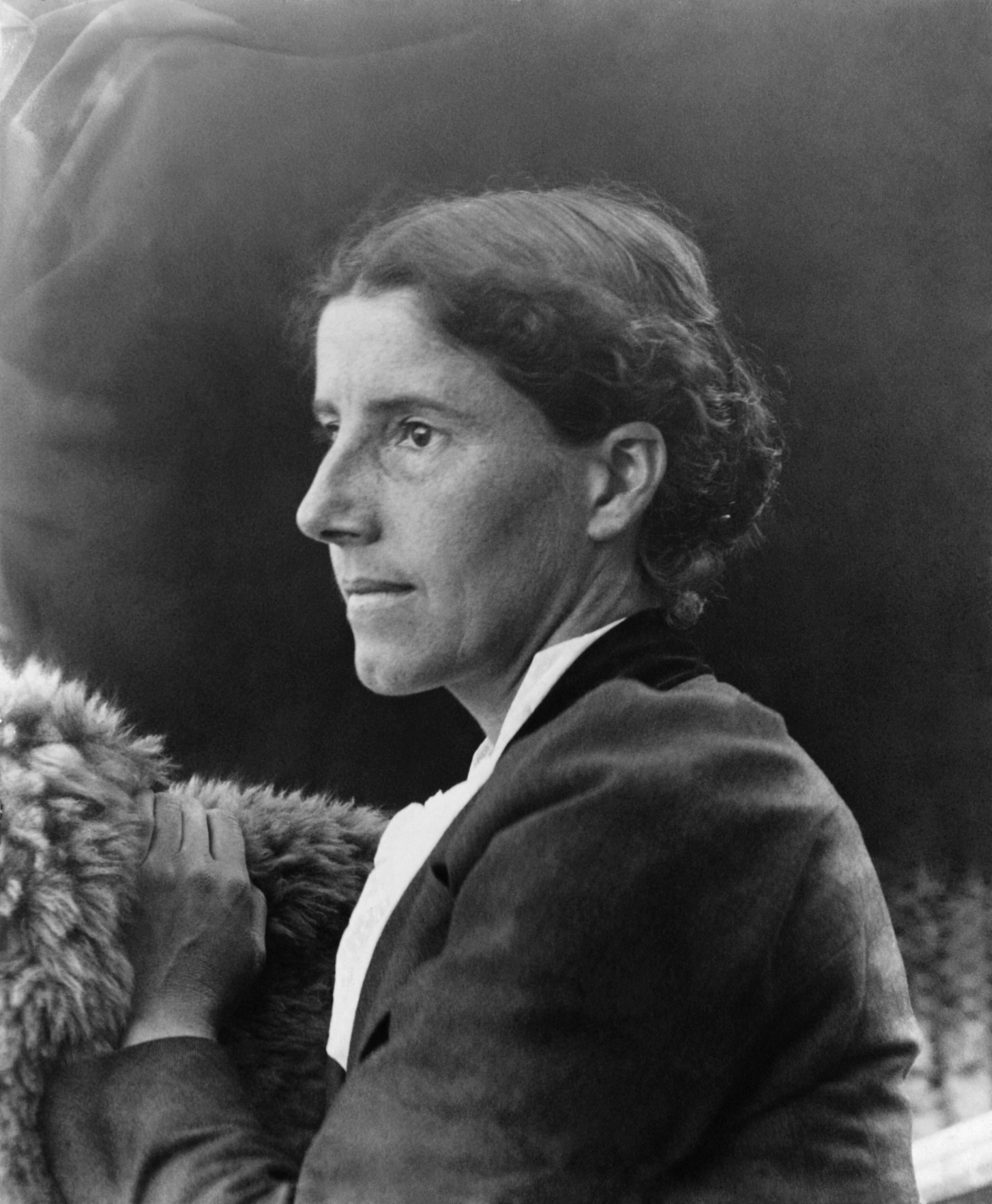
Charlotte Perkins Gilman, um 1900

Perkins Gilman war eine Befürworterin der Eugenik und begründete dies mit feministischen Argumenten. Ihrer Ansicht nach würden behinderte Kinder geboren, da Frauen Bildungsmöglichkeiten verwehrt blieben.
Man-Made World – Herland

Ab 1902 wirkte sie öffentlich als Rednerin und Journalistin. Sie gab ihre eigene Monatszeitschrift Forerunner (1909–1916) heraus. Sie besaß die Fähigkeit, komplizierte Sachverhalte gemeinverständlich auf den Punkt zu bringen, dabei oft mit Humor. Ihre Hauptthemen waren Frauenbefreiung und Frieden. Ihr theoretisches Hauptwerk dürfte ihre Studie Women and Economics von 1898 sein, die in sieben Sprachen übersetzt worden ist. Die Studie pocht auf uneingeschränkte Berufswahl und wirtschaftliche Unabhängigkeit der Frauen.
Ihren ersten Roman What Diantha did veröffentlichte sie 1909/1910 in Forerunner. Die Protagonistin Diantha entwirft Gilman als eine Heldin, die aufbricht, um die patriarchalen Relikte des Feudalismus in der kapitalistischen Ökonomie abzuschaffen, indem sie die Hausarbeit rationalisiert.
In ihrem Buch The Man-Made World or Our Androcentric Culture von 1911 verwendete und definierte Perkins Gilman als Erste den Begriff Androzentrismus. 1915 rief sie mit ihrer Freundin Jane Addams die Women's Peace Party ins Leben. Im selben Jahr erschien ihr Roman Herland, der eine fiktive, nur aus Frauen bestehende Zwerg- und Bergrepublik in Südamerika schildert und als „reines Lehrstück“ gilt. Krieg kennen die „Herländerinnen“ nicht.
Im Jahr 1922 zog Perkins Gilman mit ihrem Mann nach Norwich (Connecticut), wo sie das religionskritische Buch His Religion and Hers schrieb und ihre Autobiographie in Angriff nahm. Zehn Jahre später wurde bei ihr Brustkrebs diagnostiziert. Nach dem Tod ihres Mannes (1934) wechselte sie nach Kalifornien, um näher bei ihrer Tochter zu sein. Am 17. August 1935 verübte sie Suizid, indem sie Chloroform inhalierte. In einem Abschiedsbrief bemerkte sie dazu:
Kein Schmerz, kein Unglück oder ‚gebrochenes Herz‘ berechtigt einen dazu, sein Leben zu beenden, solange man noch die Kraft zum Dienst an der Gemeinschaft besitzt. Doch wenn jegliche Nützlichkeit hinter einem liegt, wenn man sicher ist, daß der Tod unausweichlich bevorsteht, gehört es zu den simpelsten Rechten des Menschen, einen schnellen, leichten Tod an Stelle eines furchtbaren und langsamen zu wählen.

## Werke
- The Yellow Wallpaper, Erzählung, 1892, deutsch Die gelbe Tapete (und weitere Erzählungen) Stuttgart 1992, Wien 2005, Hannover 2013
- The Yellow Wallpaper, Erzählung, 1892, deutsch Die gelbe Tapete, Englisch/Deutsch, Zürich 2018, Dörlemann Verlag
- In this our World, Gedichte, 1893
- Women and Economics: A Study of the Economic Relation Between Men and Women as a Factor in Social Evolution, Studie, Boston 1898, deutsch Mann und Frau. Die wirtschaftlichen Beziehungen der Geschlechter als Hauptfaktor der socialen Entwicklung, Dresden und Leipzig 1901
- Concerning Children, Boston 1900
- The Home. its Work and Influence, New York 1903, deutsch Unser Heim, sein Einfluß und seine Wirkung, Dresden 1913
- Human Work, New York 1904
- What Diantha Did, Boston 1910, deutsch Diantha oder der Wert der Hausarbeit, hrsg. und mit einem Nachwort versehen von Petra Schaper Rinkel, übersetzt von Margot Fischer, Wien/Berlin 2017, Mandelbaum Verlag, ISBN 978-3-85476-547-9.
- Moving the Montain, utopischer Roman, 1911
- The Man-Made World or, Our Androcentric Culture, Studie, New York 1911
- Herland, utopischer Roman, 1915
  - Herland. Übersetzung Sabine Wilhelm. Reinbek : Rowohlt, 1980, ISBN 978-3-499-14607-7 rororo Neue Frau. 1994 beträgt die Auflage der Rowohlt-Ausgabe 83.000
- His Religion and Hers: A Study of the Faith of Our Fathers and the Work of Our Mothers, Studie, New York 1923
- Unpunished, Kriminalroman, entstanden 1929[9], deutsch Mr. Vaughns Ende München 1998
- The Living of Charlotte Perkins Gilman: An Autobiography, New York 1935